# Bộ Quốc phòng Việt Nam Cộng hòa
Bộ Quốc phòng là một Cơ quan cấp cao trong Nội các Chính phủ Việt Nam Cộng hòa. Chức năng của Bộ là tổ chức, xây dựng và quản lý với trọng trách Phòng vệ Quốc gia trong phạm vi toàn lãnh thổ Việt Nam Cộng hòa; thừa lệnh Tổng thống hoặc Tổng Tư lệnh tối cao, trực tiếp chỉ đạo và điều hành theo hệ thống hàng dọc đối với Bộ Tổng tham mưu, trong đó bao gồm toàn bộ các đơn vị chủ lực (Quân đoàn và quân, binh chủng), Địa phương (Tiểu khu, Đặc khu); đặc trách điều hợp và trông coi tất cả các cơ quan và chức năng của Chính phủ có liên quan đến an ninh và quân sự Quốc gia. Do hoàn cảnh chiến tranh trong suốt thời gian tồn tại (1955 - 1975), Bộ Quốc phòng luôn là Cơ quan lớn nhất, chiếm ngân sách cao nhất và quan trọng nhất trong Chính phủ Việt Nam Cộng hòa.
Trong hầu hết thời gian tồn tại, trụ sở của Bộ Quốc phòng từ khi thành lập cho đến khi chấm dứt hoạt động được đặt tại số 63 đường Gia Long, Sài Gòn.

## Lịch sử
Bộ Quốc phòng Việt Nam Cộng hòa được tổ chức từ cơ quan Bộ Quốc phòng Quốc gia Việt Nam sau cuộc Trưng cầu dân ý năm 1955 thành lập Chính thể Việt Nam Cộng hòa. Nhiệm vụ của Bộ được xác định là bảo vệ Chủ quyền Quốc gia từ biên giới, không phận và lãnh hải (trong đó bao gồm các đảo, quần đảo) thuộc lãnh thổ kiểm soát của Việt Nam Cộng hòa.
Thời Đệ Nhất Cộng hòa, Bộ Quốc phòng được tổ chức theo mô hình Cơ quan Dân sự, do Tổng thống giữ trách nhiệm điều khiển.. Giúp việc cho Tổng thống là một Bộ trưởng Phụ tá Quốc phòng và người đầu tiên giữ chức vụ này là ông Trần Trung Dung, cựu Bộ trưởng đặc nhiệm tại Phủ Thủ tướng thời Quốc gia Việt Nam. Tháng 5 năm 1961, Tổng thống Ngô Đình Diệm cải tổ Chính phủ. Tổng thống kiêm nhiệm Tổng trưởng Quốc phòng. Giúp việc cho Tổng thống là Bộ trưởng tại Phủ Tổng thống, kiêm Bộ trưởng Phụ tá Quốc phòng, tạm giữ chức Bộ trưởng Đặc nhiệm Phối hợp An ninh Nguyễn Đình Thuần.
Tháng 11 năm 1963, các tướng lĩnh thực hiện Cuộc đảo chính lật đổ Chính phủ Ngô Đình Diệm. Trung tướng Trần Thiện Khiêm, Ủy viên Quân sự Hội đồng Quân nhân Cách mạng tạm thời phụ trách điểu khiển hoạt động của Bộ Quốc phòng cho đến khi Chính phủ Nguyễn Ngọc Thơ thành lập, với Trung tướng Trần Văn Đôn giữ chức vụ Tổng trưởng Quốc phòng. Tháng 11 năm 1964, dù vẫn giữ nguyên tên Bộ Quốc phòng, nhưng chức danh lãnh đạo được đổi thành Tổng trưởng Quân lực. Hai tháng sau, lại đổi trở lại thành Tổng trưởng Quốc phòng.
Trong thời gian Ủy ban Hành pháp Trung ương hoạt động, danh xưng của chức vụ đứng đầu Bộ Quốc phòng là Tổng ủy viên Quốc phòng, do Trung tướng Nguyễn Hữu Có nắm giữ. Đến thời kỳ Đệ nhị Cộng hòa, chức vụ này trở lại thành Tổng trưởng Quốc phòng cho đến tận năm 1975 với vị Tổng trưởng cuối cùng là cựu Trung tướng Trần Văn Đôn và Phụ tá là Đốc sự hành chính Tôn Thất Chước.

## Các Cơ quan trực thuộc
| Stt | Cơ quan               | Stt | Cơ quan         | Stt | Cơ quan          |
| --- | --------------------- | --- | --------------- | --- | ---------------- |
| 1   | Bộ Tổng Tham mưu      | 6   | Nha Quân pháp   | 11  | Phòng Nghiên cứu |
| 2   | Tổng nha Nhân lực     | 7   | Nha Quân sản    | 12  | Phòng Nghi lễ    |
| 3   | Cao đẳng Quốc phòng   | 8   | Nha Địa dư      | 13  | Phòng Báo chí    |
| 4   | Tài chính và Quân phí | 9   | Phòng Nhân viên | 14  | Tổng Hành dinh   |
| 5   | Nha Đổng lý           | 10  | Phòng sưu tầm   |     |                  |

## Nhân sự Phụ trách các Cơ quan 1975[8]
| Stt | Cơ quan               | Phụ trách                                       | Cấp bậc           | Chú thích                                                                              |
| --- | --------------------- | ----------------------------------------------- | ----------------- | -------------------------------------------------------------------------------------- |
| 1   | Bộ Tổng Tham mưu      | Cao Văn Viên Võ bị Địa phương Nam Việt Vũng Tàu | Đại tướng         | Tổng TM phó: Trung tướng Nguyễn Văn Mạnh Tốt nghiệp khóa 1 Trường Võ bị Quốc gia (Huế) |
| 2   | Tổng nha Nhân lực     | Bùi Đình Đạm Võ bị Huế K1                       | Thiếu tướng       | Phó Tổng GĐ: Đại tá Huỳnh Ngọc Lang Tốt nghiệp Trường Sĩ quan Lục quân Phan Thiết      |
| 3   | Cao đẳng Quốc phòng   | Lữ Lan Võ bị Đà Lạt K3                          | Trung tướng       | Chỉ huy phó: Chuẩn tướng Lê Trung Trực Tốt nghiệp Trường Võ bị Không quân Pháp         |
| 4   | Tài chính và Quân phí | Nguyễn Văn Sơn Học viện Quốc gia Hành chính     | Đốc sự Hành chính | Phó Tổng GĐ: Đại tá Phạm Đỗ Thành Tốt nghiệp khóa 3 Sĩ quan Trừ bị Thủ Đức             |
| 5   | Nha Đổng lý           | Nguyễn Hữu Bầu Võ bị Đà Lạt K6                  | Đại tá            |                                                                                        |
| 6   | Nha Quân pháp         | Ngô Mạnh Duyên                                  | Đại tá            |                                                                                        |
| 7   | Nha Quân sản          | Nguyễn Văn Luật                                 | Đại tá            |                                                                                        |
| 8   | Nha Địa dư            | Nguyễn Văn Khải Võ khoa Thủ Đức K1              | Đại tá            |                                                                                        |
| 9   | Phòng Nhân viên       | Nguyễn Thành Chí Võ khoa Thủ Đức K1             | Đại tá            |                                                                                        |
| 10  | Phòng Sưu tầm         | Chung Minh Kiến Võ bị Đà Lạt K4                 | Đại tá            |                                                                                        |
| 11  | Phòng Nghiên cứu      | Trần Văn Trọng Võ khoa Thủ Đức K1               | Đại tá            | Nhạc sĩ Anh Việt                                                                       |
| 12  | Phòng nghi lễ         | Nguyễn Hữu Chi                                  | Đại tá            |                                                                                        |
| 13  | Phòng Báo chí         | Nguyễn Trọng Hồng Võ khoa Thủ Đức K5            | Đại tá            |                                                                                        |
| 14  | Tổng Hành dinh        | Dư Thanh Nhựt Võ bị Đà Lạt K10                  | Đại tá            |                                                                                        |

## Lãnh đạo Bộ Quốc phòng qua các thời kỳ
| Stt | Họ và tên                                            | Tại nhiệm       | Chú thích                                                           |
| --- | ---------------------------------------------------- | --------------- | ------------------------------------------------------------------- |
| 1   | Ngô Đình Diệm                                        | 1955-1963       | Tổng thống kiêm Chủ sự Bộ Quốc phòng                                |
| 2   | Trần Trung Dung                                      | 5/1955-5/1961   | Bộ trưởng Phụ tá Quốc phòng                                         |
| 3   | Nguyễn Đình Thuần                                    | 5/1961-11/1963  | Bộ trưởng phủ Tổng thống kiêm An ninh Quốc phòng                    |
| 4   | Trần Thiện Khiêm Võ bị Liên quân Viễn Đông Đà Lạt K1 | 11/1963         | Trung tướng, Ủy viên Quân sự Hội đồng Quân nhân Cách mạng           |
| 5   | Trần Văn Đôn Võ bị Tông Sơn Tây                      | 11/1963-2/1964  | Trung tướng, Tổng trưởng Quốc phòng                                 |
| 6   | Trần Thiện Khiêm                                     | 2/1964-9/1964   | Trung tướng, Tổng trưởng Quốc phòng                                 |
| 7   | Nguyễn Khánh Võ bị Liên quân Viễn Đông Đà Lạt K1     | 9/1964-11/1964  | Trung tướng, Thủ tướng kiêm Tổng trưởng Quốc phòng                  |
| 8   | Trần Văn Hương                                       | 11/1964-1/1965  | Thủ tướng kiêm Tổng trưởng Quân lực                                 |
| 9   | Trần Văn Minh Võ bị Tông Sơn Tây                     | 1/1965          | Trung tướng, Tổng trưởng Quân lực                                   |
| 10  | Nguyễn Văn Thiệu Võ bị Huế K1                        | 1/1965-6/1965   | Trung tướng, Phó Thủ tướng kiêm Tổng trưởng Quốc phòng              |
| 11  | Nguyễn Hữu Có Võ bị Huế K1                           | 6/1965-10/1967  | Trung tướng, Tổng ủy viên Quốc phòng Ủy ban Hành pháp Trung ương    |
| 11  | Nguyễn Hữu Có Võ bị Huế K1                           | 10/1967-11/1967 | Trung tướng, Đệ nhất Phó thủ tướng kiêm Tổng trưởng Quốc phòng      |
| 12  | Cao Văn Viên Võ bị Địa phương Nam Việt Vũng Tàu      | 11/1967         | Trung tướng, Tổng Tham mưu trưởng kiêm Quyền Tổng trưởng Quốc phòng |
| 13  | Nguyễn Văn Vỹ Võ bị Tông Sơn Tây                     | 11/1967-8/1972  | Trung tướng, Tổng trưởng Quốc phòng                                 |
| 14  | Trần Thiện Khiêm                                     | 8/1972-4/1975   | Đại tướng, Thủ tướng kiêm Tổng trưởng Quốc phòng                    |
| 15  | Trần Văn Đôn                                         | 4/1975          | Đệ nhất Phó Thủ tướng kiêm Tổng trưởng Quốc phòng                   |